# Onekotan

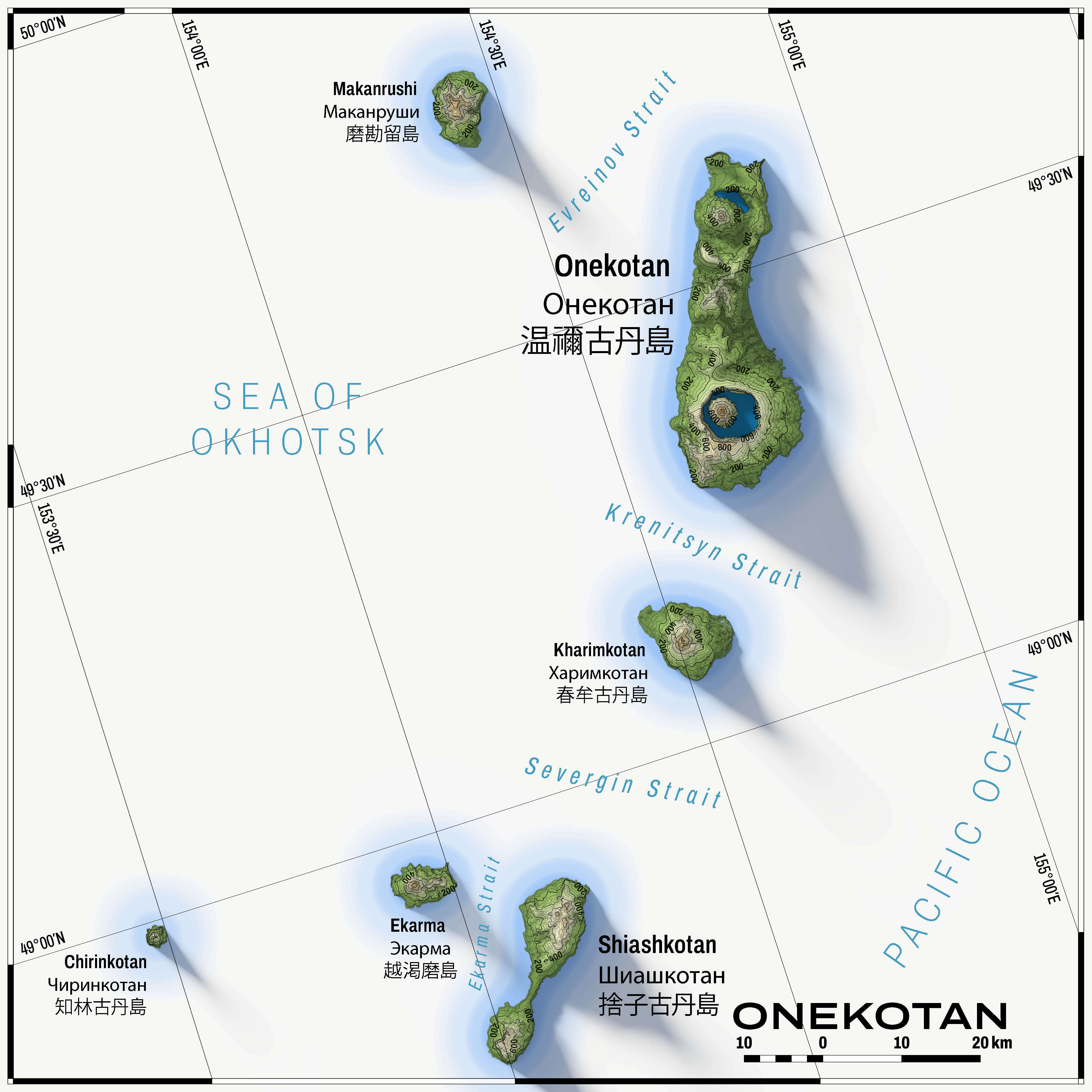
Mappa topografica del gruppo di isole intorno a Onekotan

L'isola di Onekotan (in russo Онекотан; in giapponese 温禰古丹島, Onekotan-tō) è un'isola dell'arcipelago delle Isole Curili settentrionali ed è situata tra il Mare di Ochotsk e l'Oceano Pacifico settentrionale. Amministrativamente fa parte del Severo-Kuril'skij rajon dell'oblast' di Sachalin, nel Circondario federale dell'Estremo Oriente. Il suo nome viene dalla lingua ainu e significa "grande villaggio" (si riferiva inizialmente solo al villaggio sull'isola). L'isola è disabitata.

## Geografia
Onekotan è un'isola vulcanica, come la maggior parte delle isole di questo arcipelago, che sono parte della Cintura di fuoco del Pacifico. L'isola ha una superficie di 425 km², è lunga 42,5 km e larga tra 11-16,7 km. Si trova 53 km a sud di Paramushir, da cui la separa lo stretto Četvërtyj Kuril'skij (Четвёртый Курильский пролив), mentre lo stretto di Evreinov (пролив Евреинова) a nord-ovest la separa dall'isola Makanruši, che dista 28 km. A sud, a 15 km, al di là dello stretto di Krenicyn (пролив Креницына), si trova Charimkotan.
La struttura dell'isola è caratterizzata da due vulcani attivi. Nella parte meridionale, al centro della caldera Tao-Rusyr (Тао-Русыр), occupata dal lago Kol'cevoe (озеро Кольцевое) che ha un diametro di circa 7 km, si erge un cono vulcanico post-caldera chiamato Krenicyn (in russo вулкан Креницына; in giapponese 黒石山, Kuroishiyama) che è il rilievo più alto dell'isola con i suoi 1325 m s.l.m. Il vulcano ha preso il nome dell'esploratore russo Pëtr Kuz'mič Krenicyn. La sua ultima eruzione risale al 1952.
Il secondo, il vulcano Nemo (вулкан Немо) alto 1018 m s.l.m., si trova all'estremità opposta, a nord, è più piccolo e con una caldera occupata parzialmente dal lago Čërnoe (озеро Чёрное, "lago nero"). Il vulcano ha preso il nome del protagonista del romanzo di Jules Verne. Sono conosciute eruzioni storiche agli inizi del XVIII secolo, nel 1906 e nel 1938.
La struttura contemporanea del bacino della caldera del Lago Koltsevoe è stata esaminata da Kozlov et al. attraverso un'indagine sonar che ha utilizzato un sonar digitale e il posizionamento satellitare. L'indagine ha prodotto 27 profili sonar e una mappa batimetrica compilata. Attualmente, il lago occupa la quarta posizione tra i laghi più profondi della Russia, essendo il più profondo dell'Estremo Oriente russo e il più grande della regione di Sakhalin. Il suo significativo volume d'acqua sottolinea la sua importanza come risorsa idrologica vitale nella macroregione dell'Estremo Oriente.
Sull'isola ci sono molti corsi d'acqua e sette fiumi con una lunghezza superiore ai 5 km. I fiumi più lunghi sono l'Ozërnaja (река Озёрная), lungo circa 8 km, che si trova a sud del vulcano Nemo e sfocia nel mare di Ochotsk, e il Kedrovka (река Кедровка) al centro dell'isola, che sfocia nell'Oceano Pacifico.

## Flora e fauna
Su Onekotan ci sono macchie di Pinus pumila, ontano, sorbo, betulla arbustiva e arbusti della famiglia Ericaceae; è presente l'Empetrum, il mirtillo blu e il lampone artico
Si trovano volpi e piccoli roditori; sulla costa foche e leoni marini di Steller. Nei due laghi vivono popolazioni di salmerino alpino (Salvelinus alpinus).

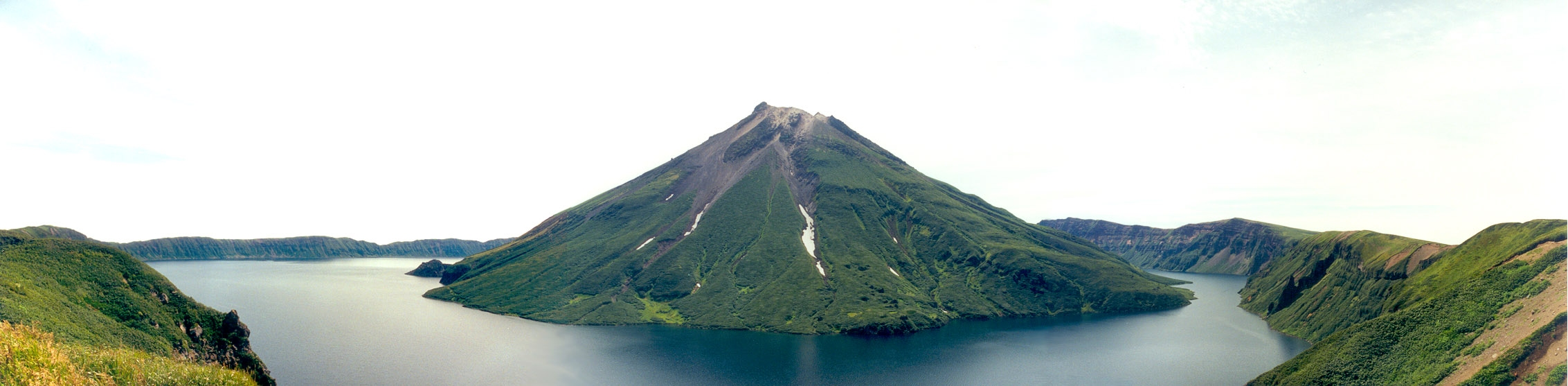
Il vulcano Krenicyn al centro della caldera Tao-Rusyr

## Storia
Al momento del contatto con gli europei, l'isola era abitata dagli Ainu.
Onekotan appare su una mappa ufficiale dei territori del clan Matsumae, un dominio feudale del periodo Edo in Giappone (1644), domini confermati ufficialmente dallo shogunato Tokugawa nel 1715. 
Successivamente la sovranità passò all'Impero russo, in base ai termini del Trattato di Shimoda nel 1855, poi all'Impero giapponese (nel 1875) con il Trattato di San Pietroburgo, insieme al resto delle isole Curili. Amministrativamente l'isola faceva parte della sottoprefettura di Nemuro, nella prefettura di Hokkaidō. Dopo la seconda guerra mondiale, l'isola passò sotto il controllo dell'Unione Sovietica e attualmente fa parte della Federazione Russa.
Sull'isola sono state fatte rilevazioni dai geodeti Ivan Michajlovič Evreinov (Иван Михайлович Евреинов) e Fëdor Fëdorovič Lužin (Фёдор Фёдорович Лужин) nel 1720.